# Box 72
Box 72 var et Århusiansk, i dag legendarisk spillested for pigtrådsmusik i 1960'erne og 1970'erne, beliggende Frederiksgade 72, i det nedlagte avistrykkeri for Jyllands-Posten. Spillestedet eksisterede fra 1965, hvor det åbnede under navnet Boom Dancing Center, men skiftede navn til Box 72 i 1968, havde en kapacitet på omkring 1.000 gæster. I 1980 blev det ødelagt af en brand, men genåbnede senere som Motown.

## Historie
I 1964 flyttede Jyllands-Posten sit hovedsæde ud fra Frederiksgade 72, hvor avisen havde holdt til siden efter WWI (1914-1918), til et ny bladhus i Viby.
I 1965 åbner danselærer Kurt Brøgger "Boom Dancing Center" – populært kaldt Boom – der blev provinsens førende pigtråds- og poptempel, hvor danske navne som Peter Belli, The Defenders og Rocking Ghost spillede, foruden internationale bands som The Yardbirds og Pink Floyd. Lige som Hit House i København, der var åbnet året før, havde Boom der ingen spiritusbevilling.
Boom lukkede i 1968 hvorefter restauratør Palle Brøgger overtog lokalerne og åbnede "Box 72", der ændrede stil fra pigtrådsmusik til et sted, hvor var både diskotek og livekoncert. Modsat Boom var der tillige bevilling til servering af alkoholiske drikkevarer og cafeteria på første sal. I 1980 ødelagdes Box 72 af en brand.

## Orkestre der spillede i Boom og Box 72
- Peter Belli & Les Rivals
- Passport
- Pink Floyd
- Rocking Ghost
- The Defenders
- The Hitmakers
- The Walkers
- The Yardbirds
- Them
- Herman's Hermits

## DJs fra Box 72
- Jack the Ripper, aka Jack Fridthjof.